# Rolf Wenkhaus
Rolf Wenkhaus (* 9. September 1917 in Berlin; † 31. Januar 1942 in West-Irland) war ein deutscher Filmschauspieler.

## Karriere als Kinderdarsteller
Der Sohn des Theater-Schauspielers und späteren DEFA-Darstellers Kurt Wenkhaus (1891–1965) wurde vor allem durch die Titelrolle des Emil Tischbein in der Erstverfilmung von Emil und die Detektive nach dem gleichnamigen Roman von Erich Kästner bekannt. Der Film wurde ein Welterfolg. Für die Besetzung sollen sich insgesamt rund 2.500 Jungen gemeldet haben, von denen zunächst fünfzig in die Vorauswahl kamen. Fünf von ihnen erhielten die Hauptrollen, darunter Wenkhaus. Angeblich empfahl UFA-Produktionsleiter Carl Meinhardt nach Sichtung von Probeaufnahmen den Jungen an Regisseur Gerhard Lamprecht, weil Wenkhaus „mit frischer Natürlichkeit“ sprach. Zur Zeit der Dreharbeiten Juli/August 1931 in Potsdam-Babelsberg und Berlin war Wenkhaus 13 Jahre alt.
Kinderstar Rolf Wenkhaus wirkte nur in drei Filmen mit. 1932 übernahm er eine kleine Nebenrolle in der Komödie Strich durch die Rechnung mit Heinz Rühmann als Radrennfahrer. Ein Jahr später spielte Wenkhaus im ersten NS-Propaganda-Film S.A.-Mann Brand den Hitlerjungen Erich Lohner, der sich selbstlos für einen Kameraden opfert. Anders als in der Film-Fachliteratur verschiedentlich behauptet, spielte Wenkhaus im Film Hitlerjunge Quex (1933) nicht mit.

## Tod
Nach Kriegsbeginn meldete sich Wenkhaus zum Militär. Er starb als Besatzungsmitglied eines viermotorigen Focke-Wulf Fw 200 Condor-Bombers, der auf Schiffsziele spezialisiert war. Die Maschine mit dem Kennzeichen F8 MH 0093 wurde am 31. Januar 1942 vor der westirischen Küste bei Bloody Foreland (County Donegal) von der HMS Genista abgeschossen, die einen Geleitzug abschirmte. Die gesamte sechsköpfige Mannschaft des Flugzeugs kam mutmaßlich ums Leben. Die Leiche des Piloten, Werner Bornefeld, wurde zwei Wochen später bei Bunbeg an Land gespült und auf dem deutschen Soldatenfriedhof von Glencree bestattet. Der zuletzt im schlesischen Sorau beheimatete Rolf Wenkhaus galt als vermisst und wurde am 6. Juni 1948 für tot erklärt.
Wenkhaus war nicht der einzige Hauptdarsteller von Emil und die Detektive, der im Zweiten Weltkrieg fiel: Hans Schaufuß (Gustav) kam im Oktober 1941 um, Hans Albrecht Löhr (Dienstag) starb im August 1942, beide fielen an der Ostfront.

## Filmografie
- 1931: Emil und die Detektive
- 1932: Strich durch die Rechnung
- 1933: S.A. Mann Brand